# Bezúčelná procházka
Bezúčelná procházka è un film d'avanguardia cecoslovacco realizzato da Alexandr Hackenschmied che, una volta emigrato negli Stati Uniti e presa la nazionalità statunitense, assumerà il nome di Alexandr Hammid. Fotografo già da molti anni e fondatore di cineclub, si fece prestare da un amico giornalista una macchina da presa amatoriale e accattò in qualche mercatino degli avanzi di pellicole cinematografiche non ancora impressionate, comprandole per pochi soldi. Per questa prima prova forse si ispirò al film L'uomo con la macchina da presa di Dziga Vertov.

## Trama
Il film non ha una trama vera e propria. Come asserisce il titolo, la camera segue un giovane che sembra camminare, ora veloce ora lento, ora su un tram, in giro per Praga, senza un vero scopo, senza che persegua una direzione precisa. Il film mostra le rotaie del tram e si perde per le strade della città, nella zona industriale, lungo la Moldova e creando un effetto Doppelgänger del personaggio che ad un certo punto sale sul tram lasciando il presunto sosia in una zona periferica della città. Con questo film venne inaugurato il nuovo cinema d'avanguardia anche nel suo paese.
Il film venne presentato in anteprima nel novembre 1930 alla "Settimana del cinema d'avanguardia" presso il cinema Kotva di Praga, insieme ai film di René Clair con Entr'acte, Jean Vigo con A proposito di Nizza ed opere di Jean Painlevé, Eli Lotar, Man Ray, Henri Chomette. Il film fu riproposto l'anno seguente e, successivamente, nel 1937 in un programma di film d'avanguardia cecoslovacchi.